# Dolicheremaeus capreolatus
Dolicheremaeus capreolatus är en kvalsterart som först beskrevs av Wallwork 1962.  Dolicheremaeus capreolatus ingår i släktet Dolicheremaeus och familjen Tetracondylidae. Inga underarter finns listade i Catalogue of Life.